# 跟蹤組
跟蹤組（俗稱狗仔隊；英文：Surveillance Team）於2006年8月成立，隸屬於香港警務處刑事及保安處刑事部刑事情報科行動支援組，主要責任為蒐集情報（包括隱密攝影及錄影等），跟蹤疑犯以收集證據及作出策略性的拘捕。

## 歷史
跟蹤組的前身為跟蹤及支援隊（俗稱蛇仔隊；英文：Regional Surveillance and Support Squard，縮寫：RSSS），2006年8月，警務處根據《截取通訊及監察條例》生效，為了方便刑事情報科監察，遂將其管理範疇擴大，除了毒品調查科跟蹤組外，將從前分屬5個陸上總區的跟蹤及支援隊（專門負責支援總區重案組）全部統一歸納為刑事情報科跟蹤組。

## 遴選
投考加入跟蹤組的人員，首要條件是樣貌及身材平凡，外表不能夠太突出或者容易被記認，亦不能夠具備執法人員的形象及氣質，擁有良好服務記錄，對游泳有非一般程度的掌握，於擔任現時職級期間曾經駐守於警察機動部隊或者曾經完成標準偵緝訓練課程。

## 訓練
成功通過遴選的投考人，需要接受為期3個月的訓練，包括背誦近千個複雜的行動術語、學習跟蹤技巧（包括左右平衡跟蹤、前置跟蹤（俗稱前頭）、交叉跟蹤、三點跟蹤、高空跟蹤及冷和熱跟蹤法等）及戰術等、讀唇、學習使用不同通訊、監聽及偷窺等器材，及駕駛不同車輛等技術。任期為最少4年。

## 裝備

### 槍械
- SIG P250 DCc手槍

## 已知行動紀錄
由於跟蹤組屬於高度機密的部門，因此，絕大部分的行動均不被傳媒發現以至報道過，或被公眾得悉。以下為已確定行動紀錄：
- 2003年8月至12月：由於季炳雄涉及多宗的嚴重罪案，刑事情報科一直都鍥而不捨，由跟蹤組長期監視與季炳雄有接觸往來的親友或當年犯罪的同黨，包括於懲教署服刑中的有關人物在內，同時與懲教署聯絡，監視即將刑期滿出獄的積犯，亦密切注視數名被視為與季炳雄有聯繫的積犯。2003年8月，刑事情報科發現一名剛出獄的目標人物非常活躍，四出聯絡一批匪徒，懷疑密謀有所動作，跟蹤組遂奉召加入協助監視，至12月中旬發現一度於香港匿跡的季炳雄露面與上述人等接獲，並且遷入油麻地渡船角文匯街文景樓上擺下巢穴。期間跟蹤組一直固定監視，至12月底發現其有大批相信為藏有軍火的行李分批從中國大陸運到。刑事情報科相信季炳雄集團正在策劃一連串的持械行劫罪行，於是聯同多個部門先發制人[6]。
- 2010年：跟蹤組協助有組織罪案及三合會調查科打擊非法賭博的行動，並且針對非法收受賭注的案件，在世界盃足球賽事舉行期間，破獲涉及收受逾1億港元的外圍足球賽事賭檔。[7]。
- 2010年6月：跟蹤組協助有組織罪案及三合會調查科於深水埗麗閣邨阻截一場槍械交易、拘捕5人，及時遏止一場江湖暗殺行動。
- 2011年8月11日：涉及多宗爆竊參茸店案的快閃雙賊於尖沙嘴被跟蹤組拘捕。
- 2011年9月16日：跟蹤組協助毒品調查科於六億元可卡因案中鎖定疑犯[8]。
- 2012年6月20日清晨：跟蹤組與重案組於吐露港公路分別乘搭逾10輛警察轎車從上水追捕一輛懷疑涉及與當天朝早於上水發生的持械行劫車輛案件的密斗貨車達到26公里，期間可疑車輛撼壆撞毀續後繼續逃走，至沙田路時被截停，4名疑犯跳車逃跑，由跟蹤支援隊拔槍圍捕，把4名疑犯制服及拘捕[9][10][11]，並且於行動中起回一批證物[12][13][14][15][16][17][18]。
- 2012年11月13日上午11時40分：跟蹤組在上水順欣花園第1座埋伏及監視，發現有3名爆竊積犯在爆竊一間中層住宅單位後，盜走了一個保險箱及一批金飾，跟蹤支援隊於疑犯準備逃走時採取行動，雙方爆發混戰，兩名疑犯企圖搶走警槍失敗，惟成功搶走伸縮警棍及反抗，人員隨即拔槍，當場制服兩人；另外一名疑犯則駕駛逃走，結果被包圍束手就擒，撿回保險箱，當中包括6,600港元現金及一批價值約15萬港元的首飾[19]。
- 2012年12月6日：根據西九龍總區刑事總部接獲情報指出，有爆竊集團在區內肆虐，遂派遣跟蹤組日以繼夜監視目標人物，經過深入調查發現目標人物蠢再犯案，於12月6日凌晨出動跟蹤支援隊及重案組在尖沙咀一帶埋伏。期間由5名中國大陸人和兩名香港人組成的爆竊集團爆竊進入位於尖沙咀星光行1樓的一間二手名牌包旗艦店，墮入警網。人員隨即展開圍捕，一名疑犯隨即就擒，另外5名疑犯則乘坐一輛七人車，被圍堵時亡命撞擊前後夾攻的警察車輛，並且沿著梳士巴利道奔馳紅磡後棄車逃跑，亦先後被拘捕；其中司機疑犯一度失蹤，人員隨即兵分兩路，一邊沿著港鐵東鐵線搜索，另外一邊直奔羅湖口岸，最終在羅湖站將其拘捕。至於一名偽裝為途人進行遠距離把風的集團首領，被跟蹤至柯士甸道後亦被拘捕[20][21]。

## 軼事
為求掩飾身分，人員值班時都不會返回警署，而是以安全屋或者租用工廠大廈、商業大廈等樓宇作為辦公地點（俗稱狗場），為求掩人耳目，方便蒐集情報。

## 以跟蹤組為題材的作品

### 電影
- 《跟蹤》[25][2]

### 電視劇
- 《潛行狙擊》

## 相關參見
- 跟蹤支援隊

## 外部連結

### 《警聲》
- 刑事情報科 （页面存档备份，存于）
- 刑事情報科跟蹤組現正招募督察級人員 （页面存档备份，存于）
- 刑事情報科跟蹤組  招募初級警務人員 （页面存档备份，存于）
- 刑事情報科 （页面存档备份，存于）
- 刑事情報科 （页面存档备份，存于）
- 刑事情報科跟蹤組招募 （页面存档备份，存于）
- 刑事情報科跟蹤組 （页面存档备份，存于）
- 刑事情報科跟蹤組 （页面存档备份，存于）
- 刑事情報科跟蹤組  警長及警員招募 （页面存档备份，存于）
- 刑事情報科跟蹤組 （页面存档备份，存于）
- 刑事情報科招募新隊員 （页面存档备份，存于）
- 刑事情報科跟蹤組  警長及警員招募 （页面存档备份，存于）
- 刑事情報科跟蹤組  警長及警員招募 （页面存档备份，存于）
- 刑事情報科跟蹤組　警長及警員招募 （页面存档备份，存于）
- 刑事情報科跟蹤組　警長及警員招募 （页面存档备份，存于）